# Francesco Uguccione
Francesco Uguccione (Urbino, 1327 - Florença, 14 de julho de 1412) foi um cardeal do século XV.

## Primeiros anos
Nasceu em Urbino em 1327. Filho de Sante di Uguccione. Seu sobrenome também está listado como Ugoccione; como Hugotion; como Hugociano; como Aguzzoni; e como Aguzzonis. Ele foi chamado de Cardeal de Bordéus.
Obteve o doutorado in utroque iure, tanto em direito canônico quanto em direito civil. Ele era um jurisconsulto renomado.
Nomeado bispo de Faenza pelo Papa Urbano VI em 1378. Legado na Gasconha, Aragão, Castela e Navarra em 1382. Promovido à sé metropolitana de Benevento em 1383. Transferido para a sé metropolitana de Bordéus em 28 de agosto de 1384.
Criado cardeal-presbítero de Ss. Quattro Coronati no consistório de 12 de junho de 1405; manteve a administração de sua sé até sua morte. Não participou do conclave de 1406, que elegeu o Papa Gregório XII. Participou do Concílio de Pisa. Participou do conclave de 1409, que elegeu o antipapa Alexandre V; e do Conclave de 1410, que elegeu o antipapa João XXIII.
O cardeal morreu em Florença em 14 de julho de 1412. Sepultado na igreja de S.Maria Nuova, Roma.